# Lilium tsingtauense
Lilium tsingtauense là một loài thực vật có hoa trong họ Liliaceae. Loài này được Gilg miêu tả khoa học đầu tiên năm 1904.